# Nipisat
Nipisat est une île située dans le détroit de Davis, près de l'île principale du Groenland. 
En inuit, Nipisat signifie « lompe », en référence à sa forme. Elle est située à 15 kilomètres au sud de Sisimiut.
Le site « Aasivissuit-Nipisat. Terres de chasse inuites entre mer et glace » est inscrit au patrimoine mondial de l'UNESCO en 2018.